# ピーター・ギーチ
ピーター・トマス・ギーチ（Peter Thomas Geach、1916年3月29日 - 2013年12月21日）は、イギリスの哲学者。専門は歴史哲学、哲学的論理学、同一性理論。妻のアンスコムと共にウィトゲンシュタインから影響を受けたカトリックの哲学者として知られる。
オックスフォード大学ベリオール・カレッジ出身。バーミンガム大学（1951年 - 1966年）とリーズ大学（1966年 - 1981年）で教鞭を執った。
その哲学的業績のため、ローマ教皇庁から教皇の十字形「プロー・エックレシアー・エト・ポンティフィケー」を授与された。

## 思想
初期の主著には『Mental Acts』と『Reference and Generality』があり、そのうち後者は近代的な指示 (reference) の概念の、中世の代示理論に対する優位性を主張している。
カトリックの信仰と統合された哲学を展開し、トマス主義と分析哲学の統合を図る分析的トマス主義の創始者と考えられている（しかし、彼とエリザベス・アンスコムの著作を通じて今日まで存続している思想は表面上ジョン・ハルデンによって40年後に言及されているのみである）。ギーチは、人間は本性上合理的な動物であり、個々が奇跡的に創造されているというトマス・アクィナスの立場を擁護する。また、ダーウィン的理性を人間にとって非本質的であると見なす考え方を、「詭弁的で、ばかばかしく、哀れな考えにすぎない」として一蹴し、動物言語の使用を「物や行動による手振りからの連想」にすぎないとして否認している。
ギーチはプラグマティズムや認識論の真理概念を退け、アクィナスの真理の対応説を擁護している。究極的な真理の創造者たる神自体に由来する真理のみが存在すると彼は主張した。ギーチによれば、「神は、真理である」。

## 家族
- 父親のジョージ（George Hender Geach、1884 - 1941)はカーディフ生まれの教育者で、植民地教育機関の「インド教育サービス（en:Indian Education Service）」に所属し、インドのラホールで哲学教授、ペシャワールで師範学校の校長を務めた[2]。母親のエレオノラはポーランドからイギリスに移民した土木技師の娘で、ピーターが生まれてすぐ夫をインドに残して帰国し、ピーターとともに実家に身を寄せていたが、ピーターが4歳の時に離婚し、縁が切れた[2]。ピーターは父親がインドから帰国するまで、父方祖父の内妻で祖父没後父を育てた女性に預けられ、そこで父の蔵書の哲学書に興味を持った[2]。8歳でランダフ大聖堂学校（en:The Cathedral School, Llandaff）の寄宿生となり、帰国した父から哲学教育を受けた[2]。ジョージは多様な信仰を変遷してきた人で、厳格なプロテスタントの教えに染まっていたピーターの目を開かせた[2]。

- 妻は哲学者、ヴィトゲンシュタイン研究者のG・E・M・アンスコム[1]。夫婦はローマ・カトリックに改宗し、1941年に結婚して7人の子供を授かっている[3]。夫婦の共著として1961年に『哲学の三人―アリストテレス・トマス・フレーゲ』を書いているが、アンスコムがアリストテレスを担当し、ギーチがアクィナスとフレーゲを担当した[1]。ギーチとアンスコムは1954年にコランバ・ライアン神父が始めたスタッフォードシャーのスポード・ハウスで毎年行われるカトリック哲学者の会合『哲学探究会』（Philosophical Enquiry Group）の主導的な人物であった[4]。

## 主著
- (edited, with Max Black) Translations from the Philosophical Writings of Gottlob Frege, 1952/1960/1966
- "Good and Evil," Analysis (1956)
- Mental Acts: Their Content and Their Objects, 1957/1997
- Three Philosophers: Aristotle; Aquinas; Frege (with G.E.M. Anscombe), 1961
- Reference and Generality: An Examination of Some Medieval and Modern Theories, 1962
- History of the corruptions of logic, inaugural lecture, University of Leeds, 1968
- God and the Soul, 1969/2001
- Logic Matters, 1972
- Reason and Argument, 1976
- "Saying and Showing in Frege and Wittgenstein," Acta Philosophica Fennica 28 (1976): 54-70
- Truth, Love, and Immortality: An Introduction to McTaggart's Philosophy, 1979
- (edited) Wittgenstein’s Lectures on Philosophical Psychology, 1946–47: Notes by P.T. Geach, K.J. Shah, and A.C. Jackson, 1989
- Logic and Ethics (edited by Jacek Holowka), 1990
- Truth and Hope: The Furst Franz Josef und Furstin Gina Lectures Delivered at the International Academy of Philosophy in the Principality of Liechtenstein, 1998 (ISBN 0-268-04215-2)

### 邦訳
- 『合理的思考のすすめ』西勝忠男訳、法政大学出版局、1984年1月、ISBN 978-4588021015
- （G・E・M・アンスコム、P・T・ギーチ共著）『哲学の三人―アリストテレス・トマス・フレーゲ』野本和幸・藤沢郁夫訳、勁草書房、1992年4月、ISBN 978-4326198863